# Grundschule Falkstraße
Die Grundschule Falkstraße ist eine Grundschule der ostwestfälischen Stadt Herford in Nordrhein-Westfalen.

## Lage
Die Schule liegt an der Falkstraße 10 am Rand der Herforder Innenstadt in der Altstädter Feldmark. Namensgründer der Schule bzw. der gleichnamigen Straße ist der preußische Kulturminister Adalbert Falk.

## Geschichte
Im Juni 1893 wurde die Schule als Altstädter Feldmarkschule I gegründet. Mit dem ersten Bauabschnitt standen sechs Klassenräume zur Verfügung. Nach der Einweihung des Neubaus im Januar 1912 gab es 14 Klassenräume. Im Jahr 1951 wurden 1006 Schüler unterrichtet. Davon waren fünf Klassen an die Elverdisser Straße ausgelagert. Ab dem 1. August 1968 wurde die Bürgerschule bzw. Volksschule zur Grundschule und gab die älteren Schüler ab der fünften Klasse an die Friedenstalschule ab. Die Schule an der Elverdisser Straße wurde selbstständig. 1985 wurde der Schulkindergarten (Vorschule) eingerichtet. Im Jahr 2004 öffnete der Offene Ganztagsbetrieb. Kooperationspartnerin war die Volkshochschule im Kreis Herford. Im Jahr 2005 wurde die neue Sporthalle eingeweiht. Die Schule feierte am 5. Oktober 2018 ihr 125-jähriges Jubiläum mit einem Tag der offenen Tür.

## Aufbau und Besonderheiten
Die Grundschule Falkstraße ist eine dreizügige, offene Ganztagsgrundschule, die im Jahr 2025 von 255 Kindern besucht wird.
70 % der Kinder nehmen die Ganztagsbetreuung und 11 % der Kinder die Randstundenbetreuung von 8:00 Uhr bis 13:00 Uhr in Anspruch. Im Jahrgang 1 gibt es zwei Ganztagsklassen und in den weiteren Jahrgängen je eine Ganztagsklasse und eine bzw. zwei Parallelklassen mit Kindern, die den Ganztag bzw. die Randstundenbetreuung besuchen. Darüber hinaus wird eine Internationale Vorbereitungsklasse (IVK) mit aktuell 16 Kindern angeboten.
Des Weiteren steht eine Schulsozialarbeiterin zur Verfügung, die das Kollegium bei der Arbeit mit den Kindern und Eltern unterstützt, die geringe bzw. keine Deutschkenntnisse haben und/oder bisher wenig Interesse an Schule gezeigt haben. Zusätzlich unterstützt eine Sozialpädagogin, die in den Eingangsklassen eine besonders intensive individuelle Förderung ermöglicht.

## Ausstattung
Neben einer großen und gut ausgestatteten Sporthalle stehen eine Mensa, ein Computerraum und eine Aula mit Bühne zur Verfügung.

## Liste der Schulleiterinnen und Schulleiter seit 1989
- 1989–1996 Werner Bocken
- 1996–2008 Walter Marten
- seit 2008 Silke Leuchter